# Silpa Bhirasri
Silpa Bhirasri (in thailandese ศิลป์ พีระศรี), nato Corrado Feroci, (Firenze, 15 settembre 1892 – Bangkok, 14 maggio 1962) è stato uno scultore e incisore italiano naturalizzato thailandese.
Dopo aver terminato gli studi artistici, lavorò presso laboratori di medaglie ed eseguì alcuni lavori di scultura; nel 1924 si trasferì nel Siam, l'odierna Thailandia, dopo che ebbe vinto un concorso per medaglisti addetti alla monetazione nazionale di quel regno. Rimase affascinato dallo stile di vita semplice e rilassato del popolo thai e dalle bellezze naturali del Paese a tal punto che vi sarebbe rimasto per il resto dei suoi giorni. Riscosse un enorme successo sia come artista che come docente di scultura e pittura, e fondò la prima Accademia di belle arti siamese. Nel gennaio 1944 ottenne la cittadinanza thailandese prendendo il nome locale Silpa Bhirasri. Per i meriti che ebbe nella diffusione della cultura e nella creazione di una nuova generazione di artisti, è considerato il padre dell'arte moderna e contemporanea thailandese.

## Biografia

### Infanzia e gioventù
Corrado Feroci nacque a Firenze il 15 settembre 1892; era figlio di due anarchici militanti: Arturo, censito come "commesso di banco", organizzatore e agitatore di spicco nel movimento toscano, e Santina Papini, "cucitrice di bianco", combattiva organizzatrice di manifestazioni e scioperi, vicina ai capi del movimento come i ravennati Maria Luisa Minguzzi e Francesco Pezzi che furono anche testimoni delle nozze civili Feroci-Papini nel 1893. Arturo, oggetto di fermi preventivi e di condanne carcerarie, morì di cirrosi nel 1903 ma Santina, con tre figli, seppe trovare benefici appoggi per iscrivere Corrado all'Istituto d'Arte fiorentino di Santa Croce. L'anno dopo gli fu assegnata la qualifica di modellatore e nel 1908 prese parte al suo primo corso di scultura. Secondo la prassi del curriculum di studi fu praticante presso un laboratorio di medaglie. Nel 1911 terminò il corso di studi ed eseguì un bassorilievo in plastilina che fu presentato all'Expo 1911 di Torino.

### Lavori in Italia
Le sue opere realizzate in Italia si rifanno a quelle in voga nel secolo precedente, senza concessioni alle tendenze avanguardistiche, aggiungendo un tocco di originalità al naturalismo di fine Ottocento rivisitato con le ispirazioni della scuola simbolista di Leonardo Bistolfi. La sua arte deve molto anche allo scultore Domenico Trentacoste, il più autorevole rappresentante della nuova scuola fiorentina di quel tempo, e ai maestri del Rinascimento fiorentino Ghiberti e Donatello. La fedeltà alla fisionomia nelle sue sculture e medaglie si accompagna a un accurato approfondimento psicologico, mentre nei rilievi riuscì a dare maggiore spazio alla propria vena descrittiva. Si distinse in modo particolare con opere di commemorazione funeraria. Data la scarsa reperibilità di monete a lui attribuite, la sua abilità in campo numismatico si intuisce dalla finezza dei dettagli nei suoi medaglioni.

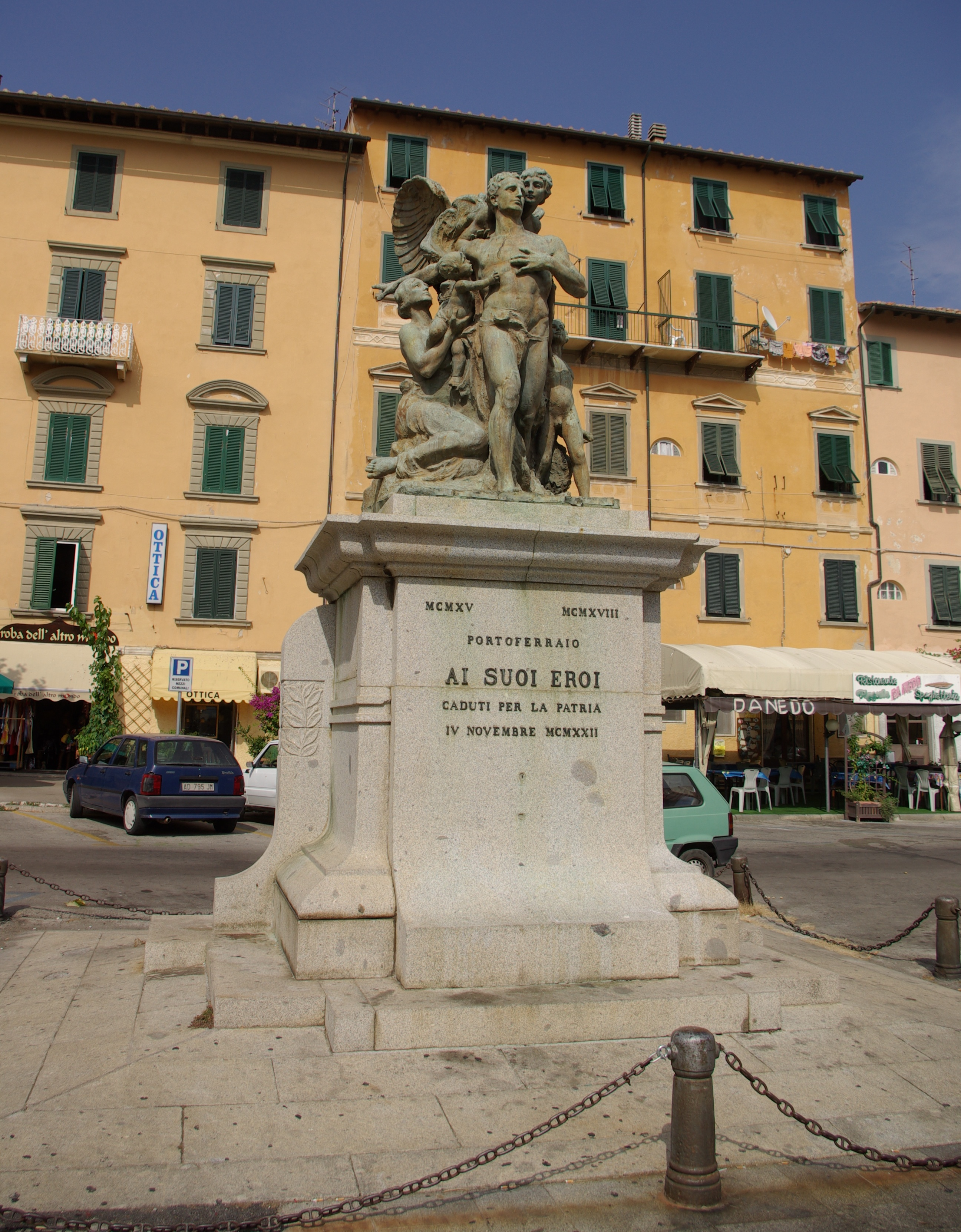
Il monumento ai caduti di Portoferraio

Tra le sue prime opere notevoli vi fu un bassorilievo bronzeo completato a Ferrara nel 1914 raffigurante l'imprenditore-nobile-politico Guidi di Bagno, deceduto nel 1912. Verso la metà del decennio scolpì le sue prime opere in marmo di un certo rilievo, cimentandosi anche in sculture a tutto tondo, ed entrò in contatto con l'intellettuale elbano Mario Foresi, che sarebbe diventato il suo protettore fino alla partenza per il Siam. Per la grave forma di miopia di cui soffriva nel novembre 1917 fu riformato alla leva, scampando alla Grande Guerra, ed entrò in contatto con circoli fiorentini di artisti e intellettuali. Il 29 aprile 1918 sposò civilmente Paolina Angelini e quello stesso anno Foresi lo scelse per la realizzazione dell'imponente Monumento ai caduti da eseguire a Portoferraio, nonostante Feroci si fosse ormai affermato come fine cesellatore e non si fosse mai cimentato in lavori di quella mole. Presto si invaghi di Fanny Viviani, cognata del figlio adottivo del Senatore Marchese Niccolini, che gli aveva portato i due nipotini per fargli fare i busti in marmo. Continuò a lavorare alternando opere di routine ad altre di buon livello artistico.Nel febbraio 1921 ottenne la separazione consensuale e convinse Fanny ad andare a vivere con lui.
Il 26 novembre 1922 fu inaugurato il grande monumento in bronzo ai caduti a Portoferraio, la sua opera più importante del periodo italiano, in cui è raffigurato un gruppo avanzante di cinque persone sormontato dalla Vittoria alata, che danno la sensazione di muoversi verso l'alto, anziché il singolo personaggio comunemente rappresentato in quel periodo e anche nel Rinascimento per monumenti analoghi. Feroci spiegò che i quattro fanciulli rafforzano l'energia del loro condottiero, il quale li trascina con il suo aspetto virile e il suo sguardo proiettato verso la meta, con la Vittoria che lo incita amorevolmente. Il complesso racchiude una violenza esplosiva e si richiama al Monumento ai Mille inaugurato a Quarto nel 1915. L'opera, nella sua complessità, gli consentì per la prima volta di dare libero sfogo alla propria vena descrittiva.
Nel 1922 o inizi 1923 vinse un bando per scultore-modellatore indetto dal Reale dipartimento di belle arti del Siam, i cui sovrani da anni arruolavano architetti e artisti italiani disposti a trasferirsi nel Regno. I lavori da scultore e da ritrattista a Firenze non bastavano ad assicurare a Feroci un tenore di vita dignitoso, tantopù che nell'ottobre 1922 gli era nata una figlia, Isabella. Un evento considerato fortunato di fronte al compenso offerto dal Siam che lo proiettava ai vertici della scala salariale internazionale: 800 baht al mese (più 80 per l'affitto) saliti a 900 dopo nemmeno 3 anni, equivalevano a circa 90.000 lire l'anno, tre volte la paga di un massimo dirigente italiano. Nel dicembre 1923 Feroci con la compagna e la figlia si imbarcarono da Genova, raggiungendo Bangkok dopo una quarantina di giorni di viaggio. Firmò il contratto al Dipartimento belle arti il 27 febbraio, con validità retrodatata al 14 gennaio, presumibile data del suo sbarco in Siam. Il 10 novembre dello stesso anno la madre Santina morì a Firenze per un tumore intestinale.

### Il Siam
Da decenni questo regno del sudest asiatico stava cercando di ammodernarsi in tutti i campi. Il re Rama VI aveva proseguito nella strada del rinnovamento tracciata dai suoi predecessori e fece realizzare imponenti opere. In particolare il sovrano amava le arti, era lui stesso uno scrittore, e stanziò grandi somme di denaro per promuoverle. A quel tempo il paese era l'unico della regione che non era diventato una colonia, ad est confinava con l'Indocina francese (Laos e Cambogia), ad ovest la Birmania era diventata una colonia dell'impero britannico, mentre a sud la Malaysia ne era diventata un protettorato. Per conservare l'indipendenza, il Siam aveva dovuto fare enormi concessioni politiche ed economiche alle due potenze europee e fu per limitarne l'influenza che il cambiamento del volto del paese fu affidato ad artisti dell'Italia, estranea alle vicende interne siamesi. La scelta era caduta sull'Italia già ai tempi di re Rama V, padre e predecessore di Rama VI, che nelle sue due visite a Torino era rimasto affascinato dalla monumentale bellezza della città. Era dalla fine dell'Ottocento che decine di ingegneri, architetti ed artisti italiani, soprattutto piemontesi, progettavano e realizzavano i più grandi palazzi, ponti e monumenti che stavano trasformando Bangkok.

### Scultore Reale

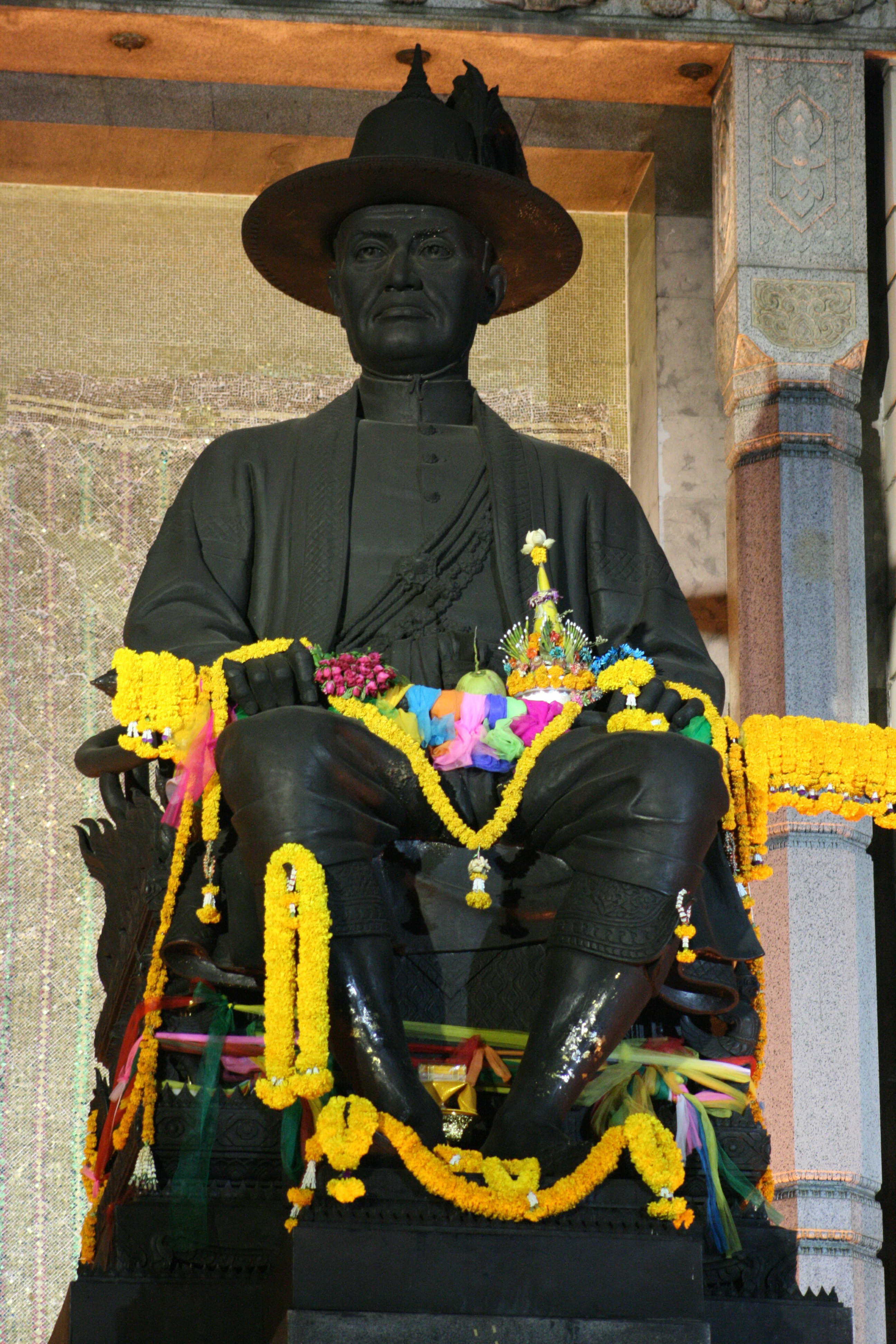
La statua del re Rama I al ponte Phra Phutta Yodfa a Bangkok, (1929-1932), fusa dalla Fonderia Artistica Ferdinando Marinelli di Firenze

Feroci lavorò per il Dipartimento delle belle Arti del Reale Istituto dal 1924 fino alla sua morte nel 1962. Inizialmente fu assunto come scultore di corte. L'impatto con l'amministrazione locale fu negativo: la sua richiesta di uno studio con grandi finestre in cui la luce venisse dall'alto fu trovata arrogante e venne emarginato. Il principe Naris, artista e zio del sovrano, gli commissionò la scultura di un busto che lo raffigurasse e rimase entusiasta dell'opera. Lo prese sotto la propria ala protettrice e poco dopo Feroci lavorava nel nuovo studio che era come desiderava. L'anno dopo cominciò la sua produzione di statue e dei più famosi monumenti eretti in Siam dopo il 1930.
Nel 1925 Rama VI morì e gli succedette il fratello Rama VII che, per fronteggiare la grave crisi economica, operò grandi tagli delle spese pubbliche. Nel 1926, Feroci firmò con il dipartimento delle arti un contratto a tempo indeterminato con lo stipendio di 900 baht al mese. La prima opera veramente importante fu quella che celebrava il centocinquantesimo anniversario dell'ascesa al trono di re Rama I, fondatore della dinastia Chakri che regna in Thailandia. Il lavoro fu iniziato in Siam ma la statua in bronzo venne fusa in Italia dalla Fonderia Artistica Ferdinando Marinelli di Firenze, ebbe così modo nel 1931 di tornare in patria per la prima volta da quando si era trasferito. Il monumento venne posto nel 1932 ai piedi del ponte Phra Phutta Yodfa che venne in tale occasione inaugurato nel centro di Bangkok. Oltre alle varie statue e ai bassorilievi che scolpì, vari furono i monumenti che progettò o eseguì nel corso della carriera:
| n. progr. | anno di ultimazione | soggetto raffigurato                                | luogo               | contributo                     |
| --------- | ------------------- | --------------------------------------------------- | ------------------- | ------------------------------ |
| 1         | 1932                | re Rama I                                           | Bangkok             | disegno ed esecuzione statua   |
| 2         | 1934                | Thao Suranari                                       | Korat               | disegno ed esecuzione statua   |
| 3         | 1940                | Monumento alla Democrazia                           | Bangkok             | bassorilievi                   |
| 4         | 1941                | Monumento alla Vittoria                             | Bangkok             | statue alla base del monumento |
| 5         | 1941                | l'eroe thailandese Chao Phor Dam                    | Nakhon Si Thammarat | disegno                        |
| 6         | 1942                | re Rama VI                                          | Bangkok             | disegno ed esecuzione          |
| 7         | 1950                | principe Songkhla Nakarin (il defunto re Rama VIII) | Bangkok             | disegno                        |
| 8         | 1954                | re Taksin in battaglia a cavallo                    | Thonburi (Bangkok)  | disegno ed esecuzione          |
| 9         | 1957                | principe Kampaengpetch Akrayotin                    | Bangkok             | disegno                        |
| 10        | 1959                | re Naresuan in battaglia sul dorso di un elefante   | Suphanburi          | disegno ed esecuzione          |
| 11        | 1966                | re Narai il grande                                  | Lopburi             | disegno e parziale esecuzione  |
| 12        | 1969                | principe Rajburi Direkrit                           | Bangkok             | disegno                        |
| 13        | 1982                | Buddha che cammina                                  | Nakhon Pathom       | disegno                        |
|           | data imprecisata    | monaco Kruba Sriwichai                              | Chiang Mai          | disegno ed esecuzione          |
|           | data imprecisata    | Phraya Rasadarnpradit Mahisarapakdee                | Trang               | disegno                        |
|           | data imprecisata    | re Naresuan                                         | Phitsanulok         | disegno ed esecuzione          |

### Docente e fondatore dell'Accademia delle Belle Arti

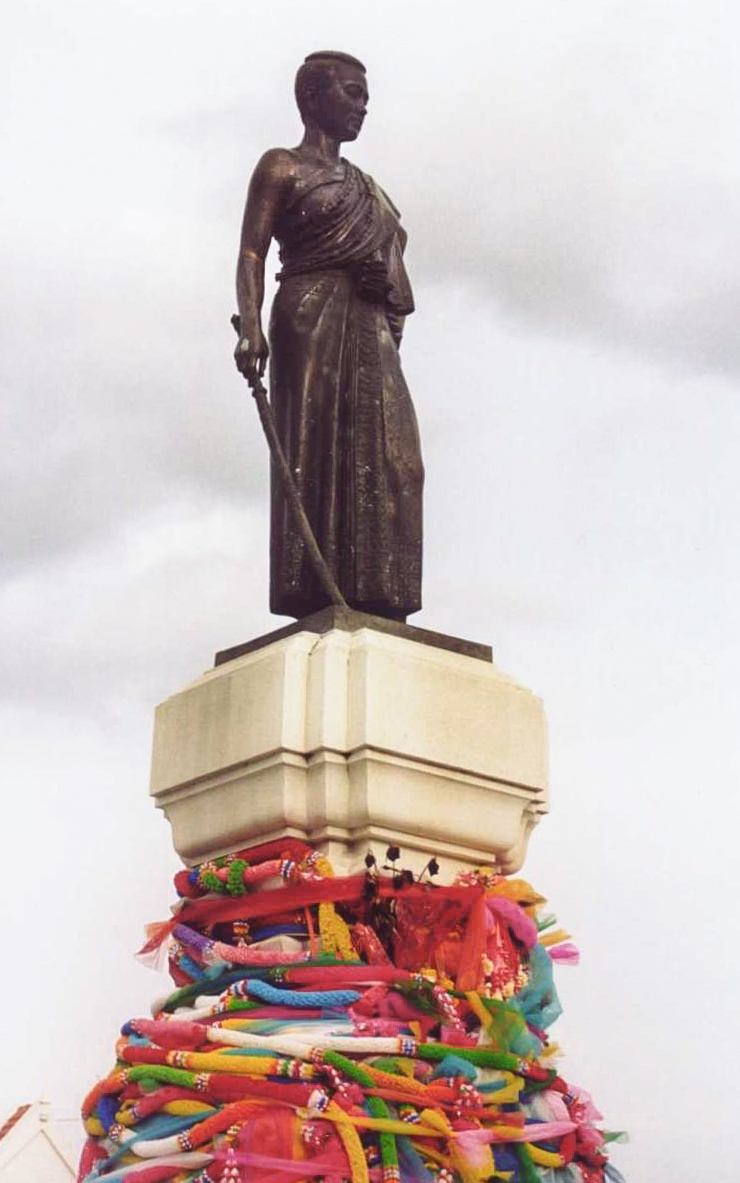
Il monumento all'eroina nazionale siamese Thao Suranari a Korat, (1934)

Nel 1926 tornò all'insegnamento, organizzando un corso gratuito per aspiranti pittori e scultori. L'iniziativa ebbe successo ed alcuni dei partecipanti furono assunti dal dipartimento alle arti come assistenti. Il governo rimase impressionato dall'alto livello artistico raggiunto dagli studenti e gli chiese di programmare una vera e propria scuola di formazione per giovani artisti, ma l'idea non si concretizzò per l'inspiegabile opposizione del principe Itthithep Kritakara, capo della divisione architettura, il cui nulla osta era prescritto dal Dipartimento.. Il 15 dicembre 1927 Feroci diventò padre per la seconda volta con la nascita di Romano.
Nel 1932, il colpo di Stato che prese il nome di rivoluzione siamese del 1932 ottenne la fine della monarchia assoluta. Tre anni dopo Rama VII, in contrasto con il governo, abdicò ed il trono passò al nipote Rama VIII che aveva solo nove anni. Furono nominati dei reggenti e nel 1939 il Siam, dominato dai vertici delle forze armate,  cambiò nome e divenne Thailandia.
Con il nuovo governo, il dipartimento delle belle arti passò nel 1932 dal Reale Istituto al Ministero della pubblica istruzione e Feroci fu trasferito alla divisione di Architettura del dipartimento ora diretta da Phra Saroj Rattananimman, che concesse subito il placet per la Scuola d'arte Silpakorn. Feroci venne nominato direttore e la strutturò ispirandosi all'Accademia di Firenze dove aveva studiato. Al primo corso erano iscritti sette studenti, alcuni dei quali sarebbero divenuti famosi. Nello stesso anno fu insignito per meriti artistici con una decorazione di cavaliere del Supremo Ordine dell'Elefante Bianco (5,a classe).
Nel 1942 anche la scuola d'arte mutò il nome in scuola di belle arti e l'anno successivo fu elevata per volere del dittatore militare Phibunsongkram a Università Silpakorn, con l'intellettuale del regime Anuman Ratchadon rettore e Feroci preside delle due facoltà, di pittura e scultura. Nel Dopoguerra ne sarebbero state aggiunte altre, a cominciare da architettura, archeologia e arti decorative. Prevedeva corsi di diploma triennali e corsi di laurea quinquennali. Fu la prima università di belle arti fondata in Thailandia. 

### La cittadinanza thailandese
Durante la II guerra mondiale il Giappone occupò la Thailandia parallelamente all'attacco a Pearl Harbour l'8 dicembre 1941, facendone la base di partenza per la conquista dei territori birmani e malesi in mano ai britannici. A seguito dell'armistizio dell'8 settembre 1943 decadde l'alleanza dell'Italia con Germania e Giappone, e il 9 settembre tutti gli italiani residenti vennero sottoposti ad un blando regime di arresti domiciliari, con sentinelle thai che li accompagnavano al lavoro. Il governo thailandese segnalò subito al comando giapponese che Feroci era comunque un caso speciale, in attesa di assumere la cittadinanza thai. Con la proclamazione mussoliniana della repubblica di Salò il comando nipponico dichiarò la fine delle restrizioni agli italiani il 6 novembre. Feroci accettò comunque il cambio di cittadinanza, effettivo dal 24 gennaio 1944. Fu il rettore della Silpakorn, Anuman Ratchadon, grande collaboratore e amico di Feroci, a stilargli il nome thai: Silpa (Arte, pronunciato Sin, che suona come la C inglese: gli studenti già lo chiamavano Acharn C., professor C, per Corrado; Bhirasri è una trascrizione fonetica della pronuncia thai di Feroci, Pelosì-Pilasì) 
Padre dell'arte moderna thailandese
Nonostante avesse continuato la sua attività di scultore e disegnatore, Feroci si era dedicato principalmente all'insegnamento, guadagnandosi la stima e l'ammirazione degli studenti che arrivarono ad amarlo come un padre. Per trasferire le proprie conoscenze, scrisse diversi testi fra cui: Theory of colour nel '43, Theory of Composition nel '44 e An Aid to Arts and English-Siamese Glossary tra il '42 ed il '44. Il suo merito educativo maggiore fu quello di spronare la creatività individuale degli allievi, a cui prospettava nuove strade da percorrere rifuggendo le copiature.
(Tiziano Terzani)

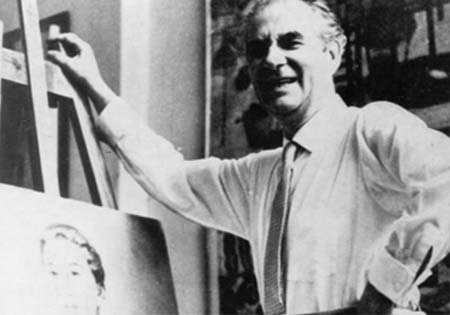
Un sorridente Bhirasri posa per una foto nel suo studio di Bangkok

Perseguiva l'acquisizione di un linguaggio universale che recepisse il significato più profondo dei capolavori delle diverse culture nazionali, e se ne servisse per sviluppare una nuova coscienza e una nuova arte che andassero al di là dei confini e delle ideologie.
(Silpa Bhirasri)
Contribuì enormemente alla diffusione nel paese delle arti occidentali e delle stesse arti visive siamesi, dalle quali fu profondamente affascinato, eseguendo approfondite ricerche che pubblicò in diversi libri ed articoli di stampa. Per comprendere a fondo l'arte , la cultura ed il pensiero thailandese studiò a lungo la filosofia e la religione buddhista e si dedicò anche all'archeologia. Approfondendo la conoscenza dei diversi stili del classicismo siamese si rese conto della necessità di preservare quei capolavori dalle insidie del tempo e si distinse negli studi e nelle proposte per la loro conservazione, influenzando anche l'archeologia locale. Si impegnò per la diffusione della cultura thailandese nel mondo, rappresentò il paese in diverse conferenze d'arte internazionali e nel marzo 1948 organizzò la Exhibition of Thai Arts all'ambasciata thailandese di Londra, la prima in assoluto in Occidente. Nel 1949 fu il promotore della prima Mostra-concorso delle Arti Nazionali a Bangkok, in cui i suoi discepoli ebbero modo di esporre per la prima volta le loro opere insieme ad altri artisti e semplici cittadini. Anche questa idea ebbe un tale successo di pubblico e di critica che la Università Silpakorn ha continuato ad organizzare l'avvenimento, che rappresenta la migliore passerella per i giovani talenti locali. Il paese gli deve molto per essere diventato attivo nell'arte contemporanea, ed è grazie a lui che gli artisti thailandesi hanno esposto le loro opere in famose mostre internazionali, tra cui la Biennale di Venezia.

### Gli ultimi anni
Nel 1949 tornò per la quarta volta in Italia, ma il rapporto con Fanny Viviani si era ormai incrinato negli anni difficili della guerra. Malgrado la sua posizione di preside fosse allo stesso livello di quella del direttore del dipartimento, il suo stipendio era rimasto quello di prima, e non era più sufficiente. massacrato dall'inflazione che imperversava anche in Thailandia. Per questo ottenne una vacanza di 9 mesi arretrati dall'aprile 1949, lavorando in un'officina di medaglistica fiorentina in attesa di una soluzione dal governo thai. Quando il dipartimento gli accordò l'aumento richiesto tornò nella patria di adozione a dicembre 1949, ma senza Fanny, restata a Firenze con il figlio Romano, allora studente di architettura.. Prese alloggio in una pensione gestita da una vedova americana, e lì conobbe una giovane di padre irlandese e madre thai, Malinì Kenny, che viveva con la padrona. Nonostante 37 anni di differenza, tra i due nacque un profondo rapporto. Andarono a vivere insieme e Feroci trascorse felicemente l'ultimo decennio di vita. Continuò fino alla fine dei suoi giorni a lavorare all'università, ad eseguire sculture e a fare ricerche e pubblicazioni. Nei tanti anni trascorsi nel paese non riuscì mai a padroneggiare la complessa lingua thai, non solo per il suo marcato accento fiorentino: i suoi studenti al primo impatto pensavano parlasse inglese, lingua che peraltro aveva appreso all'arrivo in Siam. Nel 1959 sposò civilmente Malini. Ma all'inizio del 1962 si presentarono i sintomi di un tumore intestinale. 
Morì a Bangkok il 14 maggio 1962 di attacco cardiaco in seguito agli esiti dell'intervento chirurgico all'ospedale Siriraj..

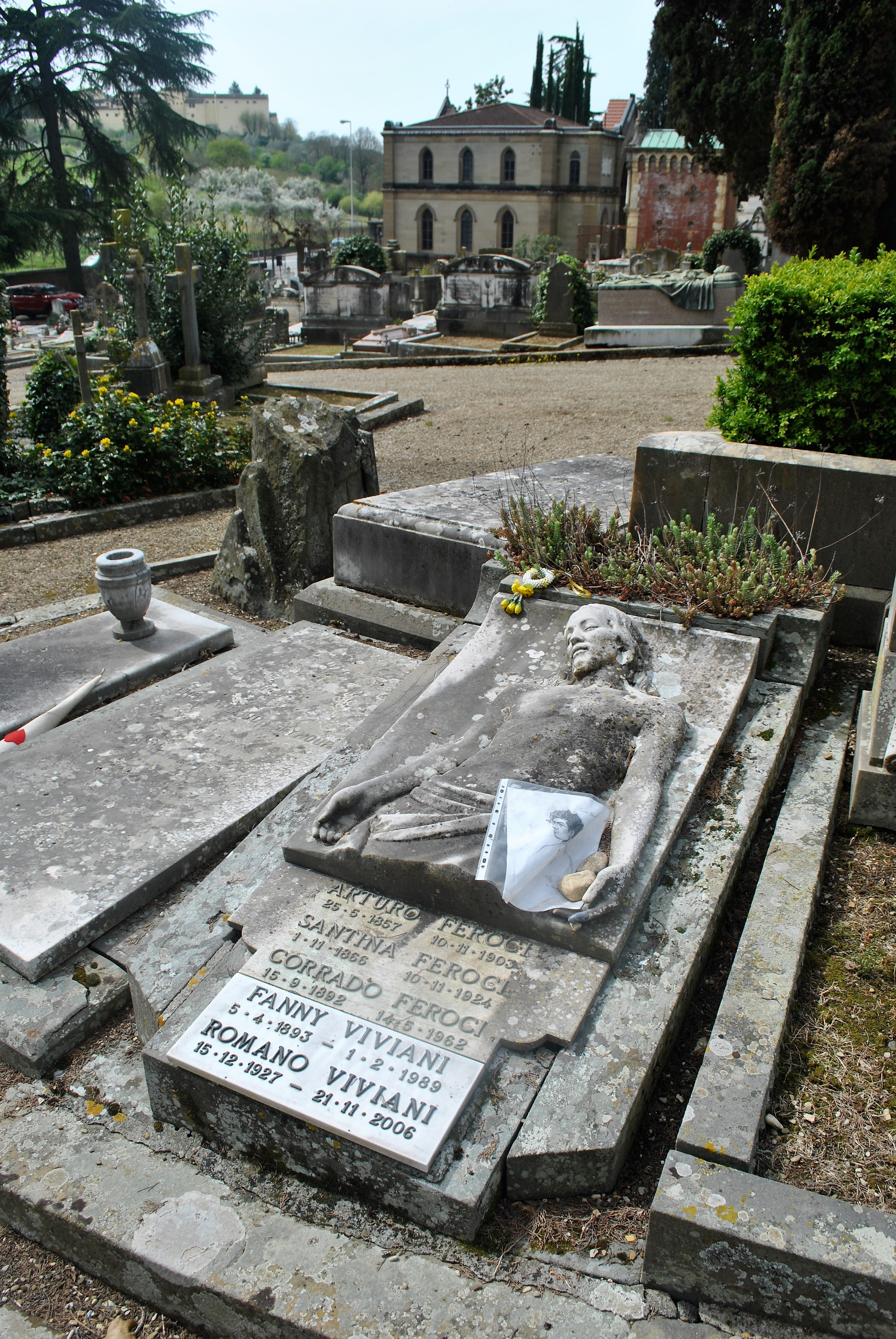
La lapide in memoria del padre al Cimitero degli Allori, dove è sepolto

### Dopo la morte
Re Rama IX Bhumibhol, che non di rado andava in visita al laboratorio di Feroci alla Silpakorn, e che aveva posato per lui per un busto che rimase incompiuto, assunse il patrocinio dei riti funebri, conferendogli pieno status reale. Secondo l'usanza, la cremazione avvennie quasi un anno dopo la morte, il 17 gennaio 1963, nel tempio Wat Thepsirintarawas. Le sue ceneri furono divise, con una parte preservata dall'università Silpakorn, mentre Malinì portò alla famiglia in Italia una porzione simbolica che fu inumata nel cimitero degli Allori nella tomba dei genitori, dove si trova una lapide in marmo di particolare intensità emotiva raffigurante un Cristo morente, da Feroci realizzata in memoria del padre. Dopo la morte divenne ancor più popolare in Thailandia. I suoi allievi chiesero ed ottennero che nel cortile principale dell'università fosse eretto in suo onore un monumento, una statua in bronzo eseguita da uno dei suoi discepoli preferiti, il prof Sanan Silakorn. Feroci amava canticchiare mentre lavorava e gli studenti fecero adottare uno dei suoi motivi preferiti, "Santa Lucia" come inno ufficiale dell'università.  Ancora nel ventunesimo secolo gli studenti d'arte si inchinano davanti alla statua, offrono fiori ed accendono incensi, invocando la sua protezione per i loro studi.

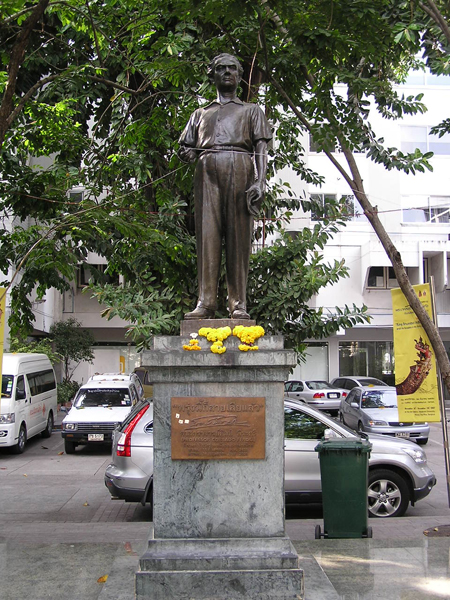
Statua di Silpa Bhirasri all'Università Silpakorn a Bangkok eseguita da Sanan Silakorn, uno dei suoi studenti preferiti

Il 15 settembre 1984, in occasione del novantaduesimo anniversario della sua nascita, nei locali che ospitavano il suo studio fu inaugurato il Museo Nazionale Commemorativo Silpa Bhirasri. Si trova nel cortile del Palazzo Thaphra, sede dell'Università Silpakorn, nel distretto Phra Nakhon in centro a Bangkok, nelle immediate vicinanze del Grande Palazzo Reale. La struttura contiene le suppellettili di cui Silpa Bhirasri faceva uso nel suo lavoro, alcuni dei suoi libri, appunti, schizzi, fotografie ed un'esposizione di alcune opere sue e dei suoi allievi. L'entrata a tale museo commemorativo è gratuita.
Il 15 settembre, anniversario della sua nascita, viene celebrato dalla Silpakorn e dal mondo della cultura thailandese come il giorno di Silpa Bhirasri. Per il centenario della sua nascita è stato emesso in Thailandia un francobollo commemorativo il 15 settembre 1992. Nel 2018 è stata aperta al pubblico dopo il restauro la casa di Bangkok dove visse dal 1924 al 1932 con la moglie Fanny e i figli Isabella e Romano. È diventata un museo e una galleria d'arte per giovani artisti.